# 毛叶卷柏
毛叶卷柏（学名：Selaginella monospora ssp. trichophylla）为卷柏科卷柏属下的一个亚种。

## 扩展阅读
- 維基物種上的相關：毛叶卷柏